# MR (Polen)
MR is een historisch Pools merk dat vanaf 1938 een tweetakt scooter produceerde. Later volgde ook nog een 500cc-motorfiets.
Er waren nog meer merken met de naam MR: zie MR (Genève) - MR (Milaan) - MR (Parijs).